# Jorge Tarud
Jorge Carlos Tarud Daccarett (Santiago, 19 de julio de 1953) es un abogado y político chileno de origen palestino. Exmilitante del Partido por la Democracia (PPD), ejerció como diputado de la República por cuatro periodos consecutivos entre 2002 y 2018. Fue además embajador de Chile ante Arabia Saudita, Australia y la República Popular China, durante los gobiernos de la Concertación.

## Familia y estudios
Nació en Santiago de Chile el 19 de julio de 1953, hijo de un matrimonio de origen palestino conformado por Hélène Daccarett Mobarec y el político Rafael Tarud Siwady, quien fuera diputado y senador en representación del partido Acción Popular Independiente (API) y precandidato presidencial para la elección de 1970.
Cursó sus estudios secundarios en Liceo de la Alianza Francesa de Santiago y luego en el Liceo José Victorino Lastarria, de la misma comuna. Una vez finalizada su instrucción escolar, ingresó a estudiar derecho en la Facultad de ese ramo de la Universidad de Chile.
Se casó el 17 de marzo de 1976 con Dominique Kuborn Viselé, con quien es padre de dos hijos: Jean-Paul y Cristophe.

## Carrera política
Inició su actividad política a fines de los años 1980, siendo integrante y miembro fundador del Partido por la Democracia (PPD), del que fue su dirigente varios años, participando especialmente en el área de asuntos internacionales.
Fue candidato a senador en las elecciones parlamentarias de 1993 por la circunscripción 11 de la Región del Maule, obteniendo la segunda mayoría con 26,54% de los votos, pero quedando fuera del Senado por el sistema binominal ante el DC Manuel Matta Aragay y el UDI Hernán Larraín.
Durante la década de 1990 fue embajador de Chile en Arabia Saudita (en 1990); Australia (en 1994) y la República Popular China (en 2000), durante los gobiernos de los presidentes Patricio Aylwin, Eduardo Frei Ruiz-Tagle y Ricardo Lagos, respectivamente.
En las elecciones parlamentarias de 2001, fue elegido diputado en representación del PPD, para el periodo 2002-2006, por el distrito nº 39 de la Región del Maule, correspondiente a las comunas de Colbún, Linares, San Javier, Villa Alegre y Yerbas Buenas. En su gestión integró las comisiones de Relaciones Exteriores, Asuntos Interparlamentarios e Integración Latinoamericana y la de Defensa Nacional.
Luego, en las elecciones parlamentarias de 2005, fue reelecto diputado, por el mismo distrito, para el periodo legislativo 2006-2010. En la oportunidad, integró las comisiones permanentes de Relaciones Exteriores (asumiendo como presidente tres veces), Asuntos Interparlamentarios e Integración Latinoamericana (que presidió) y la de Defensa Nacional. Asimismo, fue miembro de la comisión Investigadora Chiledeportes. Por otra parte, integró los grupos interparlamentarios chileno-australiano; chileno-marroquí; y chileno-peruano.
En 2006, actuó como copresidente de la Comisión Parlamentaria Mixta Unión Europea/Chile y como tal participó en la IV Reunión de la Delegación en la Comisión Parlamentaria Mixta Unión Europea/Chile.
Posteriormente, en las elecciones parlamentarias de 2009, fue nuevamente reelecto por el distrito 39, con el 46,26% de los sufragios (correspondiente a 38 626 votantes), completando 3 períodos en el cargo hasta el año 2014. Integró la Comisión Permanente de Relaciones Exteriores, la que presidió; y la Comisión Permanente de Defensa Nacional. Asimismo, integró y fue presidente de los grupos interparlamentarios chileno–peruano, chileno–australiano y chileno–marroquí. Formó parte del comité parlamentario del PPD.
En las elecciones parlamentarias de 2013, fue reelegido para un cuarto período, hasta marzo de 2018. En este periodo integró las comisiones permanentes de Defensa Nacional; y Relaciones Exteriores, Asuntos Interparlamentarios e Integración Latinoamericana, la que presidió entre marzo de 2014 y marzo de 2015.
Para las elecciones parlamentarias de 2017 fue candidato a senador por la Región del Maule, donde no logró ser elegido.
El 5 de enero de 2021, inscribió su candidatura para las elecciones primarias de su partido para la elección presidencial de 2021, en las que quedó en último lugar, no obstante, suscitó un fuerte apoyo en la juventud, la cual mediante el uso de redes sociales se congregaron en un grupo sectario, el cual pasaría a la historia bajo la denominación Tarudictos, brindando un aire de renovada juventud a un partido en decadencia y proyectó la carrera de Jorge hasta ser uno de los mayores referentes de su nuevo partido político Demócratas.
En octubre de 2022, anunció su renuncia al Partido por la Democracia, y el 2 de noviembre del mismo año, lanzó, junto a expersoneros de la tienda y otros partidos de la exConcertación y el movimiento 50+UNE, el partido Demócratas, quedando como cuarto vicepresidente transitorio de esta nueva colectividad.

## Condecoraciones

### Condecoraciones extranjeras
- Comendador de la Orden del Mérito ( Portugal, 1 de diciembre de 2009).[4]

## Historial electoral

### Elecciones parlamentarias de 1993
- Elecciones parlamentarias de 1993, candidato a senador por la Circunscripción 11, Maule Sur (Cauquenes, Chanco, Colbún, Linares, Longaví, Parral, Pelluhue, Retiro, San Javier, Villa Alegre, Yerbas Buenas)[5]

### Elecciones parlamentarias de 2005
- Elecciones parlamentarias de 2005, candidato a diputado por el distrito 39 (Colbún, Linares, San Javier, Villa Alegre y Yerbas Buenas)[6]

### Elecciones parlamentarias de 2009
- Elecciones parlamentarias de 2009, candidato a diputado por el distrito 39 (Colbún, Linares, San Javier, Villa Alegre y Yerbas Buenas)[7]

### Elecciones parlamentarias de 2013
- Elecciones parlamentarias de 2013, candidato a diputado por el distrito 39 (Colbún, Linares, San Javier, Villa Alegre y Yerbas Buenas)[8]

### Elecciones parlamentarias de 2017
- Elecciones parlamentarias de 2017, candidato a senador por la 9° Circunscripción, Región del Maule (Cauquenes, Chanco, Colbún, Constitución, Curepto, Curicó, Empedrado, Hualañé, Licantén, Linares, Longaví, Maule, Molina, Parral, Pelarco, Pelluhue, Pencahue, Rauco, Retiro, Río Claro, Romeral, Sagrada Familia, San Clemente, San Javier, San Rafael, Talca, Teno, Vichuquén, Villa Alegre, Yerbas Buenas)[9]